# Переулок Футуристов (Одесса)
Переулок Футуристов — короткая (235 метров) улица в Одессе, в историческом районе города, от Гаванной улицы до улицы Преображенская.

## История
Известен с середины 1830-х годов, первоначальное название — Казарменный, поскольку первыми строениями на улице были военные казармы. Позже, примерно с 1840 года, появляется и другое название — Римский, по располагавшейся рядом, на Преображенской улице, известной кондитерской «Римская». Примерно с 1875 года существовал под названием Малый переулок. 
В 1940 году был назван в честь русского советского поэта Владимира Владимировича Маяковского.
В период румынской оккупации носил название Малый.
27.09.2023 года после консультаций с общественностью решением Одесского городского совета был переименован в переулок Футуристов.

## Достопримечательности

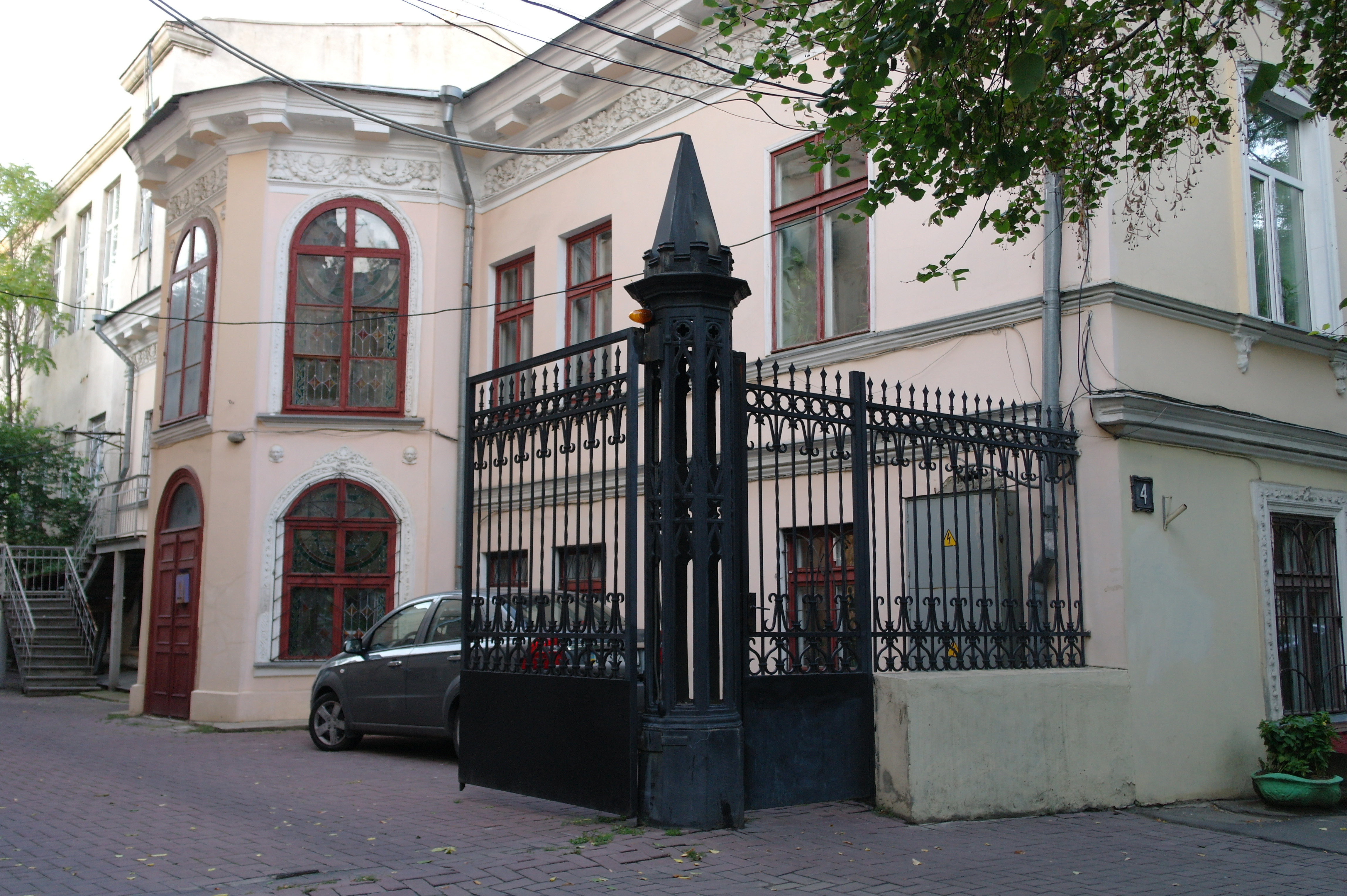
Особняк Абомелика

д. 4 — Особняк Абомелика
д. 9 — Жилой дом Совторгфлота

## Известные жители

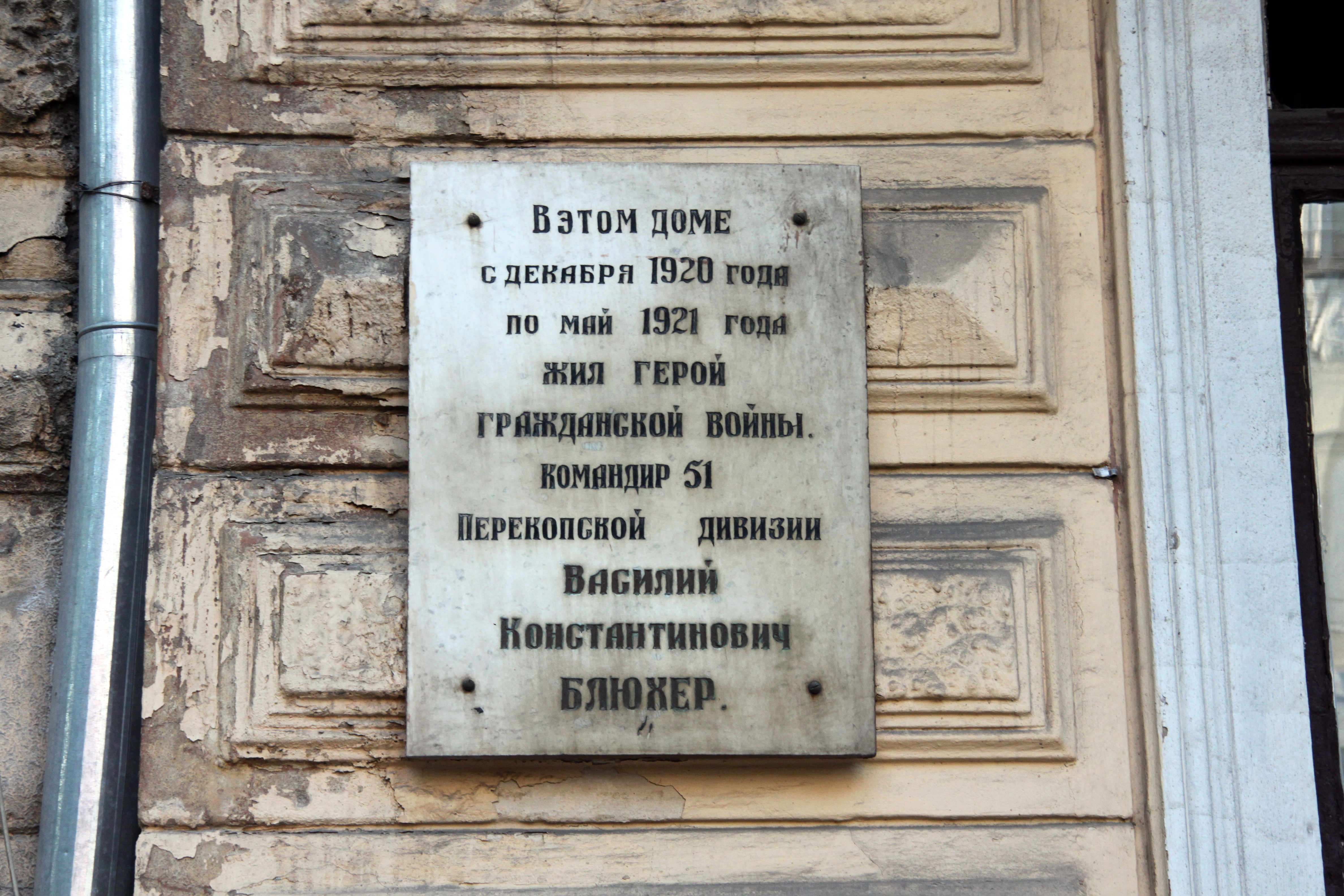
мемориальная доска Блюхеру

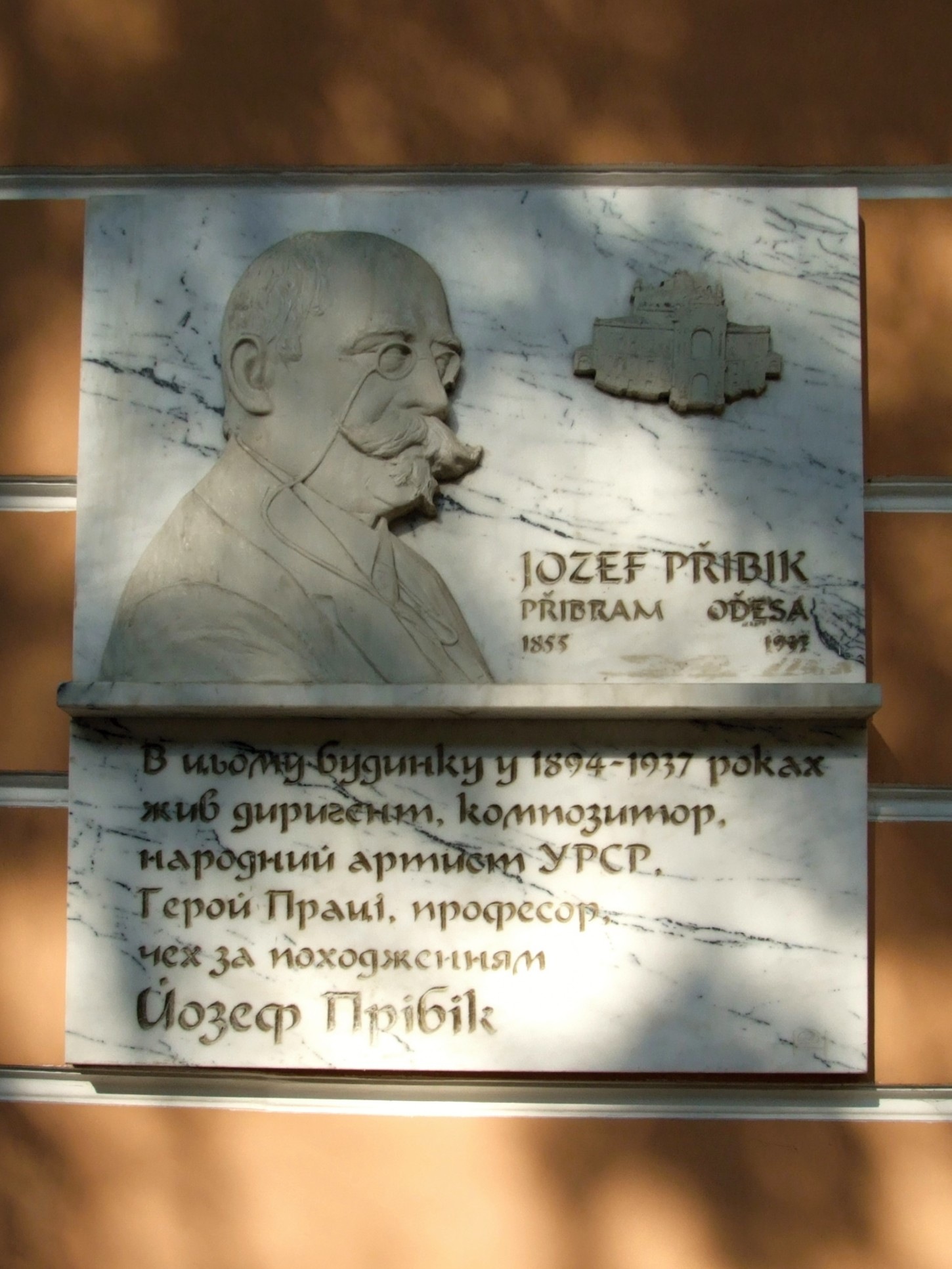
Мемориальная доска Й. Прибику

д. 3 — в будущем видный сионист Владимир Жаботинский
д. 4 — командир 51-й Перекопской дивизии В. К. Блюхер (мемориальная доска).
д. 6 — народный артист УССР, композитор, дирижёр Йозеф Прибик (мемориальная доска).